# 1995 au Québec
Cet article traite des événements survenus en 1995 au Québec. 

## Événements

### Janvier
- 1er janvier : entrée en ondes du canal D et de RDI[1].
- 3 janvier : Denis Lortie est libéré de prison et s'installe à Hull. Il avait été emprisonné à la suite de la fusillade à l'Assemblée nationale en 1984[2].
- 8 janvier : l'ancien ministre fédéral Marcel Masse annonce qu'il se range dans le camp du Oui[3].
- 15 janvier : l'avocat Guy Bertrand qualifie la démarche souverainiste de Jacques Parizeau d'illégale. Il propose plutôt une série de questions portant sur le principe de l'égalité du Québec et du Canada. Si le Canada refuse d'amender la Constitution, le Québec pourrait proclamer sa souveraineté 400 jours après le référendum[4].
- 26 janvier : Jacques Parizeau rencontre le président français Jacques Chirac à Paris. Celui-ci déclare qu'advenant une victoire du Oui au référendum, il reconnaîtra un Québec indépendant[5].
- 30 janvier : la ministre Rita Dionne-Marsolais doit démissionner à cause de remarques controversées et de décisions douteuses. Jacques Parizeau la remplace au ministère de la Culture[6].

### Février
- 15 février : Guy Bertrand est hué lors de sa présentation à la Commission régionale de la Capitale[7].
- 19 février : Lucien Bouchard remet en cause la stratégie référendaire de Parizeau[8].
- 25 février : Québec annonce des compressions de 350 millions de dollars dans le réseau de la santé[9].

### Mars
- 23 mars : Québec prévoit des dépenses de 42,5 milliards de dollars pour l'année 1995-1996[10].
- 26 mars : Jacques Parizeau estime que les Québécois ne sont pas prêts à voter pour la souveraineté[11].
- 30 mars : annonce que la route 138 sera prolongée jusqu'à Natashquan[12].

### Avril
- 4 avril : les sondages BBM indiquent que l'émission La Petite Vie fracasse les records d'écoute avec 4 millions de téléspectateurs[13].
- 6 avril : Jacques Parizeau croit que les Nordiques doivent rester à Québec mais pas à n'importe quel prix. Il qualifie les demandes préliminaires de Marcel Aubut d"ahurissantes". Celui-ci demande une subvention substantielle au gouvernement pour construire un nouvel amphithéâtre[14].
- 10 avril : Lucien Bouchard déclare qu'il n'est pas sûr de participer à la campagne référendaire si le référendum est promis à un échec[15].
- 13 avril : Jean Rochon annonce l'instauration d'un régime universel d'assurance médicaments à partir de 1996[16].
- 19 avril : la Commission nationale sur l'avenir du Québec dépose son rapport qui préconise une union économique avec le reste du Canada[17].
- 30 avril : fin de la saison de la LNH. Pour la première fois depuis 23 ans, les Canadiens de Montréal ne participent pas aux séries éliminatoires[18].

### Mai
- 3 mai : le groupe Rock et Belles Oreilles se sépare[19].
- 5 mai : la CSN lance son propre Fonds de solidarité[20].
- 9 mai : Jean Campeau livre son premier budget dont le déficit sera de 3.9 milliards de dollars. Des mesures sont prises pour lutter contre le travail au noir, et les grandes entreprises subiront des hausses de taxes de 700 millions de dollars en 2 ans[21].
- 23 mai : Le magazine d'humour Croc ferme ses portes après 15 années de publication[22]
- 24 mai : Marcel Aubut annonce que les Nordiques de Québec ont été vendus à un groupe d'hommes d'affaires de Denver. Il avait auparavant refusé l'offre de Québec, qui proposait d'éponger le déficit de l'équipe pendant deux ans en remettant à plus tard la décision de subventionner la construction d'un nouveau Colisée[23].

### Juin
- 4 juin : 15 000 femmes manifestent devant le Parlement de Québec, demandant l'équité salariale et un salaire minimum décent[24].
- 10 juin : le Parti québécois, le Bloc québécois et l'Action démocratique du Québec annoncent une alliance pour la prochaine campagne référendaire. Ils se sont entendus sur le plan de campagne et sur la façon dont se mèneront les négociations sur le partenariat[25].
- 12 juin : mécontent du dernier budget, le député péquiste de Montmorency, Jean Filion, claque la porte du parti[6].
- 16 juin : la ville de Québec ne récolte que 89 votes des membres du CIO pour le site des Jeux olympiques d'hiver de 2002 qui se tiendront finalement à Salt Lake City[26].
- 26 juin : 4 des 5 policiers impliqués dans l'affaire Barnabé sont reconnus coupables de voies de fait[27].
- 27 juin : annonce que Radio-Québec portera le nom de Télé-Québec. 580 employés seront bientôt licenciés[28].

### Juillet
- 13 juillet : Jean Rochon annonce sa réforme du milieu hospitalier. Les soins seront désormais donnés dans les grands centres hospitaliers de 400 lits. Les petits hôpitaux communautaires disparaîtront. À Montréal, 7 hôpitaux devront fermer leurs portes[29].

### Août
- 3 août : Louise Beaudoin devient ministre de la Culture[6].
- 4 août : Guy Bertrand envoie une mise en demeure à Jacques Parizeau et Jean Chrétien. Il entend démontrer que la démarche souverainiste est inconstitutionnelle[30].
- 9 août : le jeune Daniel Desrochers, 11 ans, est victime de la guerre que se livrent les Hells Angels et les Rock Machine à Montréal. Il est tué à la suite de l'explosion d'une voiture piégée dans l'arrondissement Mercier-Hochelaga-Maisonneuve[31].
- 21 août : 750 résidents doivent évacuer le village de Parent à cause de la proximité d'un incendie qui a déjà ravagé 400 km2 de forêts[32].

### Septembre
- 7 septembre : la question référendaire est déposée à l'Assemblée nationale[25].
- 9 septembre : le Québec signe une entente de principe avec la Fédération des affaires sociales[33].
- 12 septembre : la proposition gouvernementale aux employés du secteur public prévoit une augmentation de salaire de 2,5 % et la mise à la retraite de milliers de fonctionnaires. La CEQ rejette d'emblée ces offres[34].
- 20 septembre : la question référendaire est adoptée à l'Assemblée nationale[6].
- 22 septembre : la CEQ signe finalement une entente de principe avec le Québec[35].
- 24 septembre : lancement de la campagne du Oui à Montréal[36].
- 26 septembre : l'ancien sénateur Arthur Tremblay prend parti pour le Oui[37].
- 27 septembre : sortie du film Le Confessionnal de Robert Lepage[38].

### Octobre
- 1er octobre : le salaire minimum au Québec est augmenté à 6,45 $[39].
- 7 octobre : Lucien Bouchard est nommé négociateur en chef. Au lendemain d'un Oui, il aura le mandat de discuter partenariat avec le reste du Canada[40].
- 21 octobre : Réjean Houle devient le directeur général des Canadiens de Montréal et Mario Tremblay leur entraîneur. Serge Savard et Jacques Demers avaient été congédiés le 18 octobre après un début de saison catastrophique[41].
- 25 octobre : lors d'un message télévisé "à la nation", Jean Chrétien met en garde les Québécois indécis; de son côté, Lucien Bouchard dénonce le chèque en blanc demandé par le premier ministre canadien[42].
- 27 octobre : la manifestation pancanadienne à Montréal rassemble plus de 35 000 personnes[43].
- 30 octobre : le Non remporte le référendum par 50,48 % contre 49,52 % pour le Oui. 2 280 266 personnes ont voté pour le NON et 2 232 697 pour le Oui. Jacques Parizeau déclare que le Oui a été battu "par l'argent et des votes ethniques'"[44].
- 31 octobre : Jacques Parizeau annonce sa démission qui deviendra effective dès que le PQ se sera trouvé un nouveau chef[6].

### Novembre
- 2 novembre : Richard Le Hir démissionne du conseil des ministres[6].
- 5 novembre : Roch Voisine et Lara Fabian sont les interprètes de l'année lors du Gala de l'ADISQ. Éric Lapointe remporte le Félix de découverte de l'année[45].
- 14 novembre : Lucien Bouchard annonce sa candidature à la chefferie du PQ[46].
- 27 novembre : Jean Chrétien fait connaître ses propositions post-référendaires: le Québec sera reconnu comme société distincte, il obtiendra un droit de veto régional et Ottawa se retirera de la formation de la main-d'œuvre. Québec les rejette car ces principes ne seront pas enchâssés dans la Constitution mais seulement adoptés par la Chambre des communes[47].
- 29 novembre : Michel Gauthier se présente à la chefferie du Bloc québécois pour succéder à Lucien Bouchard[48].

### Décembre
- 8 décembre : le juge Jean Bienvenue déclenche une nouvelle controverse dans le milieu judiciaire lorsqu'il déclare lors d'un procès: "Lorsqu'elle (la femme) décide de s'abaisser, elle le fait hélas jusqu'à un niveau de bassesse que l'homme le plus vil ne saurait lui-même atteindre"[49].
- 25 décembre : à Squatec, on découvre le site du plus vieux peuplement humain au Québec qui daterait de 11 500 ans[50].

## Naissances
- 27 mars - Laurent Dauphin (joueur de hockey)
- 28 mars - Jonathan Drouin (joueur de hockey sur glace)
- 28 mai - Zachary Fucale (joueur de hockey)
- 18 juin - Frédérique Dufort (actrice)
- 5 juillet - Claudia Bouvette (actrice)
- 28 juillet - Dominik Michon-Dagenais (acteur)
- 26 août - Anthony Duclair (joueur de hockey)

## Décès
- 6 janvier -Paul-Émile Allard (médecin et homme politique)  (º 15 juillet 1920)
- 3 mars - Pierre Tisseyre (journaliste et père de Charles Tisseyre) (º 5 mai 1909)
- 11 mars - Jean-Pierre Masson (acteur) (º 25 août 1919)
- 13 mars - Juliette Petrie (actrice) (º 18 février 1900)
- 18 mars - Jacques Labrecque (chanteur) (º 8 juin 1917)
- 6 avril - Françoise Loranger (poétesse et écrivaine) (º 18 juin 1913)
- 10 mai - Marcel Gamache (scénariste) (º 29 août 1913)
- 9 août - Daniel Desrochers (victime de meurtre) (º 1984)
- 10 août - Jacques Couture (homme politique) (º 23 novembre 1929)
- 11 août - Georges Carrère (acteur) (º 17 juillet 1930)
- 30 septembre - Jean-Luc Pépin (homme politique) (º 1er novembre 1924)
- 13 octobre - Mia Riddez (actrice et scénariste) (º 28 février 1914)
- 4 décembre - Lionel Giroux (lutteur) (18 avril 1934)
- 17 décembre - Olivette Thibault (actrice) (º 13 novembre 1914)

## Sources et références
1. ↑  Bilan du Siècle
2. ↑  « Pourquoi continuer à le punir? » Des victimes de Denis Lortie ne s'inquiètent pas de le voir transféré dans une maison de transition. La Presse. 4 janvier 1995. p. A-5
3. ↑  Frédéric Tremblay. Marcel Masse dira « Oui » si Chrétien n'a rien de mieux à offrir. La Presse. 9 janvier 1995. p. A-4
4. ↑  Donald Charette, « Guy Bertrand juge la souveraineté unilatérale illégale: "Une démarche suicidaire". », Le Soleil,‎ 16 janvier 1995, A-1
5. ↑  Pierre Duchesne. Jacques Parizeau tome 3. Québec-Amérique. 2004. p. 344
6. 1 2 3 4 5 6  « Chronologie parlementaire 1995-1996 » (consulté le 3 juin 2009)
7. ↑  Donald D. Charette. Bertrand vole la vedette devant une salle comble. Le Soleil. 16 février 1995. p. A-5
8. ↑  Jacques Parizeau tome 3, p. 368
9. ↑  Vincent Marissal. Le réseau de la Santé n'a pas fini d'y goûter. Les 350 millions $ de coupes frôlent plutôt les 600 millions. Le Soleil. 26 février 1995. p. A-1
10. ↑  Gilbert Leduc, « "Objectif atteint" - Marois  L'effort budgétaire n'épargne personne », Le Soleil,‎ 24 mars 1995, A-1
11. ↑  Jacques Parizeau tome 3, p. 381
12. ↑  Nicolas Vigneault. La route 138 sera prolongée jusqu'à Natashquan d'ici 1997. Le Soleil. 31 mars 1995. p. A-3
13. ↑  Jacques Drapeau, « P'tite vie moman! 4 millions d'accros au délire du lundi soir », Le Soleil,‎ 8 avril 1995, A-1
14. ↑  Donald Charette, « Parizeau désignera un négociateur sous peu », Le Soleil,‎ 7 avril 1995, A-1
15. ↑  Manon Cornellier, « Bouchard ne serait pas d'un référendum perdu d'avance », Le Soleil,‎ 11 avril 1995, A-7
16. ↑  Vincent Marissal, « L'assurance-médicaments pour tous en 96 », Le Soleil,‎ 14 avril 1995, A-1, A-2
17. ↑  Jacques Parizeau tome 3, p. 403
18. ↑  Un gain des Rangers élimine le Canadien. Le Soleil. 1er mai 1995. p. S-4
19. ↑  Jacques Drapeau. RBO, c'est terminé. Le Soleil. 4 mai 1995. p. B-5
20. ↑  Hélène Baril, « La CSN lance son fonds de solidarité », Le Soleil,‎ 6 mai 1995, A-1
21. ↑  Jacques Parizeau tome 3, p. 453
22. ↑  « Croc meurt à 15 ans », La Presse,‎ 24 mai 1995, E1 (lire en ligne)
23. ↑  Yves Poulin, « Québec n'a plus les moyens de ses rêves », Le Soleil,‎ 26 mai 1995, A-1
24. ↑  Bilan du Siècle
25. 1 2  Chronologie de l'histoire du Québec
26. ↑  Ghilaine Rhéault, « Sept votes », Le Soleil,‎ 17 juin 1995, A-1, A-2
27. ↑  Frédéric Tremblay. Affaire Barnabé: 4 policiers coupables. Seule l'agent Manon Cadotte est acquittée des accusations de voies de fait sur le chauffeur de taxi. Le Soleil. p. A-1
28. ↑  Jacques Drapeau. « Télé-Québec  à sous contrat ». Radio-Québec licencie la moitié de ses 580 employés. Le Soleil. 28 juin 1995. p. A-1
29. ↑  Louise Lemieux. Élimination des petits hôpitaux communautaires. Rochon fonce. Le Soleil. 14 juillet 1995. p. A-1
30. ↑  Vincent Marissal. Bertrand lance sa guerre juridique. L'avocat envoie deux mises en demeure à Chrétien et Parizeau. Le Soleil. 5 août 1995. p. A-1
31. ↑  Jean Cournoyer. La Mémoire du Québec. Stanké. 2001. p. 632
32. ↑  Sophie Cousineau, « Seulement un au revoir », Le Soleil,‎ 23 août 1995, A-1, A-2
33. ↑  Robert Fleury. Entente de principe avec les syndiqués de la santé. Les employés à statut précaire risquent d'en payer le prix. Le Soleil. 10 septembre 1995. p. A-6
34. ↑  Gilbert Leduc. Québec concède 1 milliard $. La loi 102 sera levée le 1er avril 1996. Le Soleil. 13 septembre 1995. p. A-1
35. ↑  Gilbert Leduc. Les négos débloquent. Le Soleil. 23 septembre 1995. p. A-17
36. ↑  Donald Charette. La réparation, pas la séparation. Les Québécois ne sont pas des incapables, plaide Parizeau. Le Soleil. 25 septembre 1995. p. A-1
37. ↑   « Il n'y a pas d'autre issue que la souveraineté ». L'ex-sénateur Arthur Tremblay votera OUI. Le Soleil. 27 septembre 1995. p. A-1
38. ↑  Le Confessionnal sur IMDB
39. ↑  Salaires minimum au Canada de 1985 à 1999 sur le site gouvernemental
40. ↑  Jacques Parizeau tome 3, p. 499-500
41. ↑  Coup de balai de Corey. Le Soleil. 18 octobre 1995. p. S-3
42. ↑  Jacques Parizeau tome 3, p. 511
43. ↑  Jacques Parizeau tome 3, p. 514-516
44. ↑  Jacques Parizeau tome 3, p. 527 et suiv.
45. ↑  Voir l'article Liste des lauréats des prix Félix en 1995
46. ↑  Michel Vastel. Bouchard plonge. Le chef du Bloc entend gouverner le Québec en recrutant des personnalités à l'extérieur du PQ. Le Soleil. 15 novembre 1995. p. A-1
47. ↑  Chantal Hébert, « Ottawa passe aux actes », La Presse,‎ 28 novembre 1995, A-1
48. ↑  Manon Cornellier. Les yeux se tournent vers Michel Gauthier. Gilles Duceppe et Pierrette Venne appuient sa  candidature au Bloc. La Presse. 30 novembre 1995. p. B-1
49. ↑  Richard Hénault, « Le juge Bienvenue persiste et signe. Le magistrat répète ses propos controversés », Le Soleil,‎ 9 décembre 1995, A-1, A-2
50. ↑  Carl Thériault. Première trace humaine au sud du Québec. Des indices archéologiques recueillis à Squatec le laissent croire. Le Soleil. 26 décembre 1995. p. A-3

### Articles généraux
- Chronologie de l'histoire du Québec (1982 à aujourd'hui)
- L'année 1995 dans le monde
- 1995 au Canada

### Articles sur l'année 1995 au Québec
- Référendum de 1995 au Québec
- Liste des lauréats des prix Félix en 1995